# Proales sigmoidea
Proales sigmoidea är en hjuldjursart som först beskrevs av Aleksandr Skorikov 1896.
Proales sigmoidea ingår i släktet Proales och familjen Proalidae. Inga underarter finns listade i Catalogue of Life.